# Leena Lehtolainen

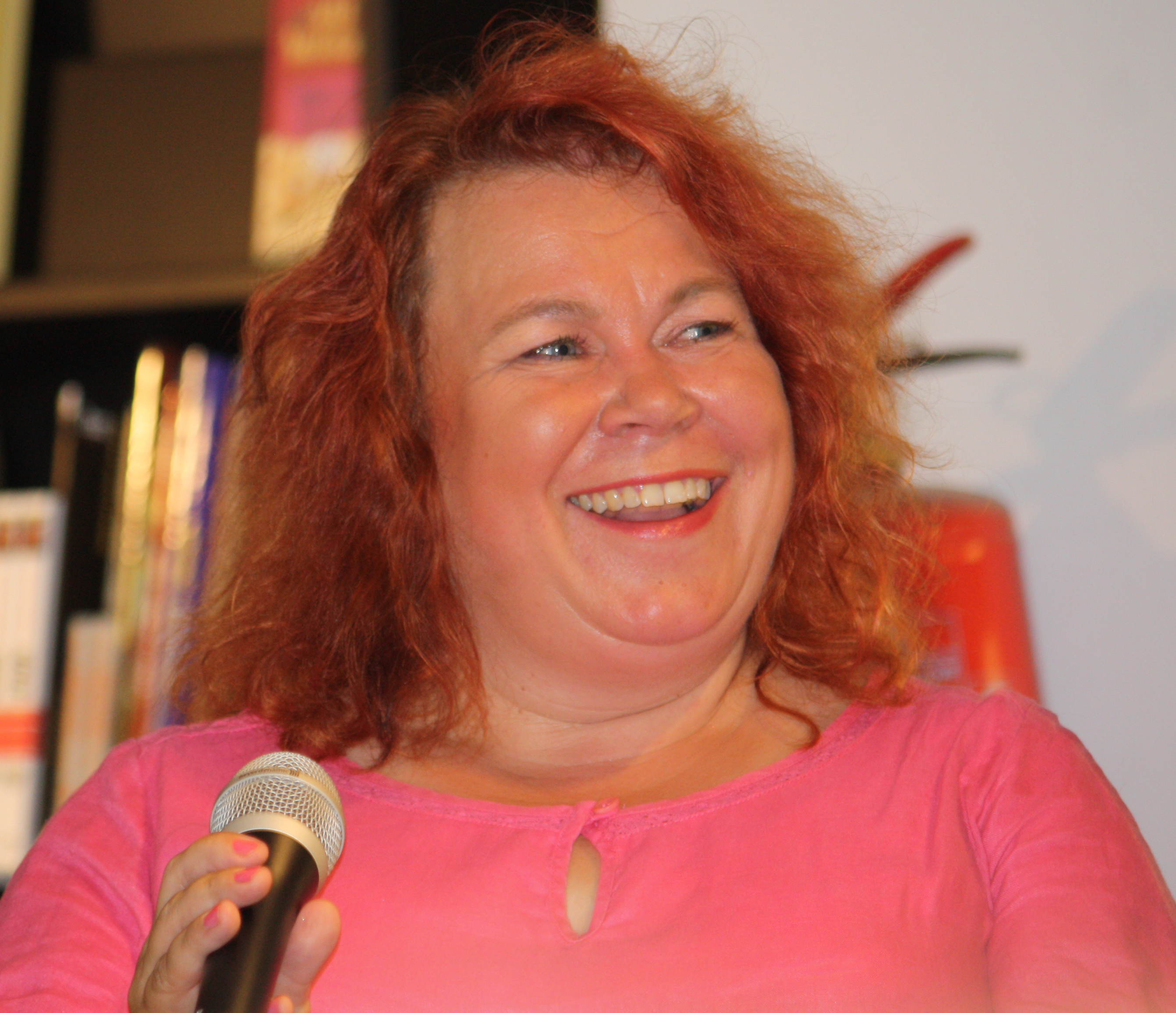
Leena Lehtolainen.

Leena Katriina Lehtolainen, född 11 mars 1964 i Vesanto, är en finländsk författare. 
Lehtolainen debuterade med en ungdomsroman 1976. Hon räknas som en av Finlands främsta kriminalförfattare, och är mest känd för serien om den kvinnliga kriminalkommissarien Maria Kallio. Inom spänningsromanens ramar behandlar Lehtonen aktuella samhällsfrågor, med en realistisk och levande bild av dagens Finland. Huvudpersonen i romanserien är kriminalkommissarien Maria Kallio. Kallio är ovanligt tuff och självständig, kanske för att hävda sig som kvinna bland övervägande manliga kolleger, en del machotyper. Senare gifter sig Kallio och får barn, och får då kämpa med att få arbetsliv och familjeliv att gå ihop.
Lehtolainen är översatt till ett flertal språk. De första tre kriminalromanerna finns inte översatta till svenska, däremot till tyska. Kuparisydän finns på norska som Kobberhjertet.

## Böcker översatta till svenska
- 4. Snöjungfrun (översättning Ann-Christine Relander, Bonnier, 2002) (Luminainen, 1996)
- 5. Dödsspiralen (översättning Marjut Markkanen, Bonnier, 2003) (Kuolemanspiraali, 1997)
- 6. Vändpunkten (översättning Marjut Markkanen, Bonnier, 2004) (Tuulen puolella, 1998)
- 7. Falska förespeglingar (översättning Marjut Markkanen, Bonnier, 2005) (Ennen lähtöä, 2000)
- 9. Studio Näktergalen (översättning Marjut Markkanen, Bonnier, 2007) (Rivo Satakieli, 2005)
- 11. Var är alla flickor nu? (översättning Marjut Hökfelt, Bazar, 2012) (Minne tytöt kadonneet, 2010)

## Kriminalromaner ej översatta till svenska
- 1. Ensimmäinen murhani 1993 (på tyska: Alle singen im Chor)
- 2. Harmin paikka 1994 (på tyska: Auf die feine Art)
- 3. Kuparisydän 1995 (på tyska: Kupferglanz; på norska: Kobberhjertet)
- 8. Veren vimma 2003 (på tyska: Im schwarzen See)
- 10. Väärän jäljillä 2008 (på tyska: Auf der falschen Spur)
- Tappava säde 1999 (på tyska: Zeit zu sterben) (Maria Kallio är inte huvudperson)

## Utmärkelser
- Bokuggla-priset 2002 - Årets författare